# Ailleville
Ailleville [ajvil] ist eine französische Gemeinde mit 223 Einwohnern (Stand: 1. Januar 2022) im Département Aube in der Region Grand Est (bis 2015 Champagne-Ardenne). Sie gehört zum Arrondissement Bar-sur-Aube und zum Gemeindeverband Région de Bar-sur-Aube. Die Einwohner heißen Aillevillois .

## Geografie
Ailleville liegt an einer Flussbiegung der Aube, zweieinhalb Kilometer nordwestlich von Bar-sur-Aube und etwa 50 Kilometer östlich von Troyes. Das 5,01 km² umfassende Gemeindegebiet erstreckt sich vom rechten Ufer der Aube und deren breites Tal auf ca. 160 m über dem Meer über die mit Weinreben bepflanzten Hänge zu einem teilweise bewaldeten Hochplateau im Nordosten. Hier wird mit 296 m der höchste Punkt in der Gemeinde erreicht. Entlang der Aube gibt es noch Auwaldbestände, im Osten erstreckt sich der Forst Bois du Val Joudrey. An der Grenze zu Bar-sur-Aube mündet der Bach Bresse in die Aube.
Umgeben wird Ailleville von den Nachbargemeinden Montier-en-l’Isle im Nordwesten und Norden, Arrentières im Nordosten, Bar-sur-Aube im Südosten sowie Proverville im Südwesten.

## Ortsname
Das Dorf wurde im Jahr 6 v. Chr. unter dem Namen Aquilavilla erstmals erwähnt. Es war zu dieser Zeit ein Hofgut (lateinisch villa), das einem römischen Legionär für seine Dienste angeboten wurde. Der Ort lag in der Nähe der römischen Via Agrippa, die Boulogne-sur-Mer über Augustobona (Troyes) mit Turin verband. Bis 1076 war Ailleville Teil der Grafschaft Bar-sur-Aube und kam dann zur Grafschaft Champagne.

## Bevölkerungsentwicklung
| Jahr      | 1962 | 1968 | 1975 | 1982 | 1990 | 1999 | 2009 | 2021 |
| Einwohner | 214  | 202  | 230  | 220  | 232  | 218  | 273  | 227  |

Im Jahr 2009 wurde mit 273 Bewohnern die bisher höchste Einwohnerzahl ermittelt. Die Zahlen basieren auf den Daten von INSEE.

## Sehenswürdigkeiten
- Die Kirche Saint-Martin, ursprünglich als Holzkirche unter Graf Simon Bar von Crespy-Valois erbaut, wurde zu Beginn des 12. Jahrhunderts durch einen Kalksteinbau ersetzt. St. Martin war der Schutzpatron der Winzer im Mittelalter. Die Pfarrei St. Martin gehörte zur Diözese von Langres und war vom Kapitel Saint-Maclou in Bar-sur-Aube abhängig. Der romanische Chor mit einem Tonnengewölbe wurde 1814 erneuert, während das Schiff im 19. Jahrhundert rekonstruiert wurde
- Drei merowingische Sarkophage aus dem 7. und 8. Jahrhundert
- Kommunales Waschhaus (Lavoir) aus dem 19. Jahrhundert
- Ehemalige Abtei von Val-des-Vignes
- Zisterzienser-Kreuz im Val des Vignes aus dem 16. Jahrhundert
- Das Schloss aus dem 17. Jahrhundert wurde von vier quadratischen Türmen flankiert und war auf zwei der vier Seiten von Gräben umgeben. Es wurde an der Stelle eines alten, 1521 nachgewiesenen Herrenhauses erbaut. Zu den Bewohnern des Schlosses zählten die Adelsfamilien von Ailleville, Jaucourt, Yardin, Choiseul und Lux de Ventelet. Zum Ensemble des Schlosses gehören ein gut erhaltener Taubenschlag und ein Park mit zwei Platanenalleen, die vom Schloss zur nahe gelegenen Hauptstraße führen.
- Maison du Folklore de Champagne aus dem Jahr 1822, ein restauriertes Haus, das an die Kultur und Traditionen der Champagne erinnert
- Mairie-école (ehemaliges Rathaus- und Schulgebäude) aus dem späten 18. Jahrhundert
- Gefallenendenkmal

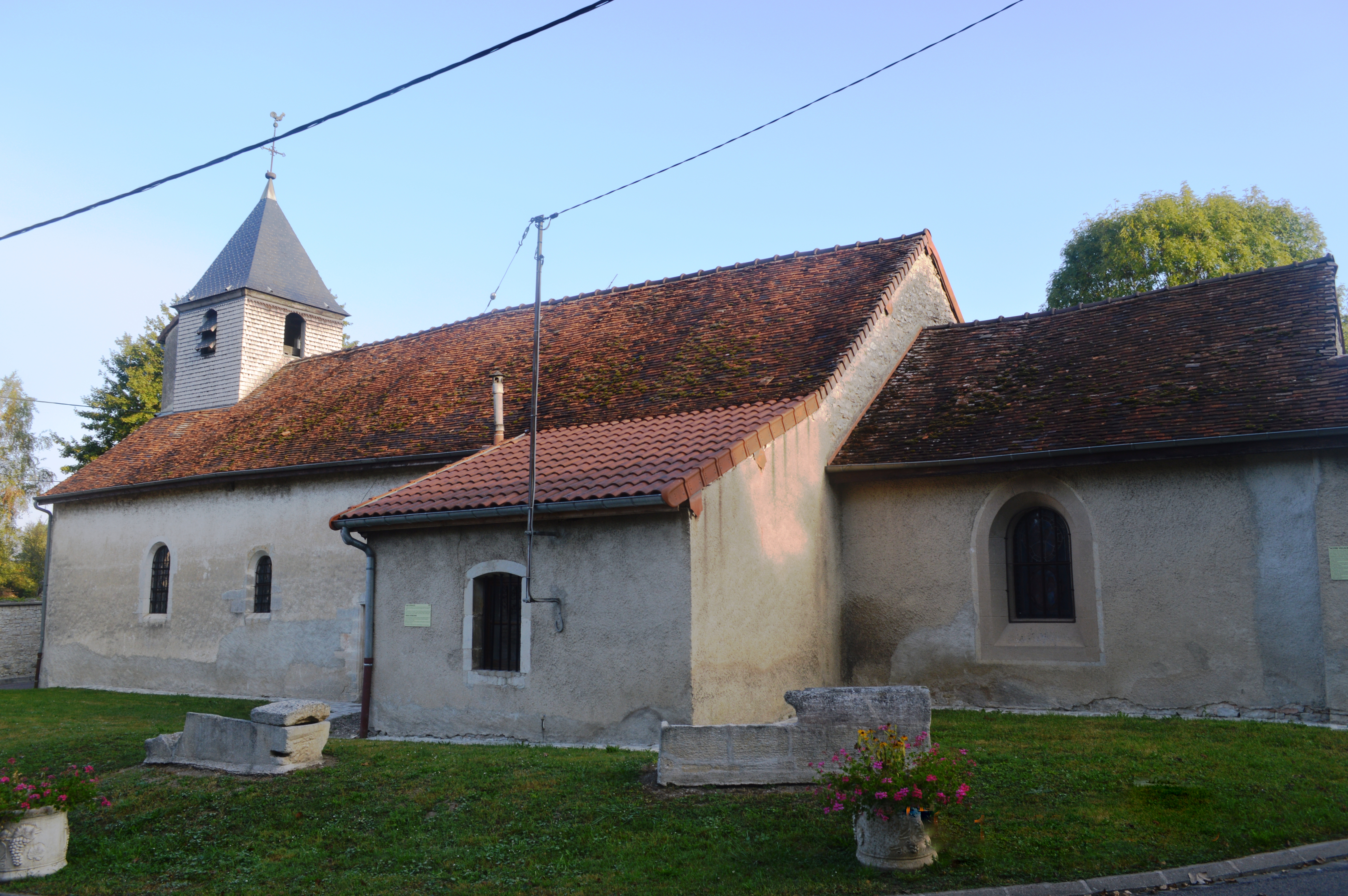
Kirche Saint-Martin
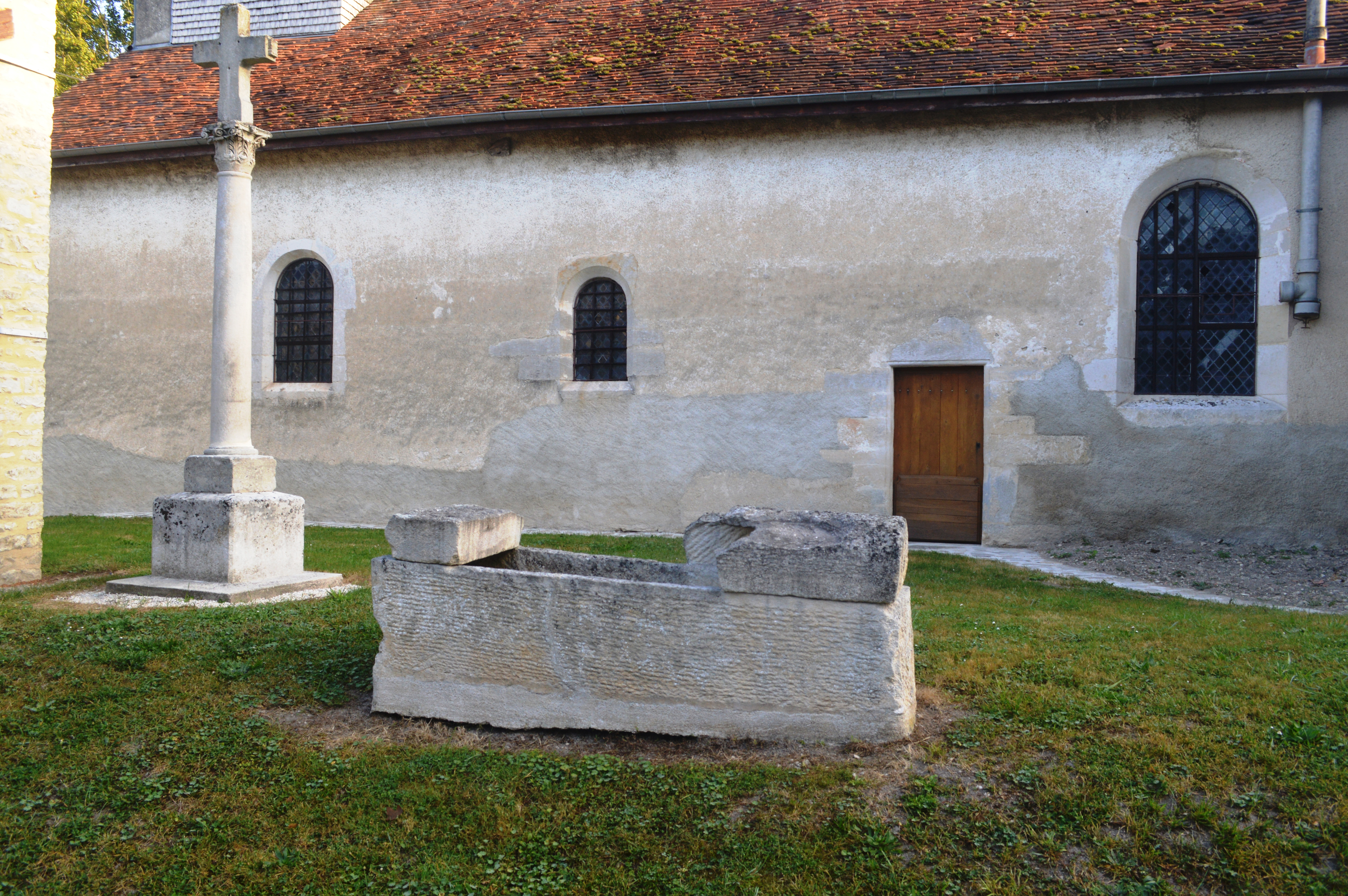
Zisterzienser-Kreuz und einer der merowingischen Sarkophage
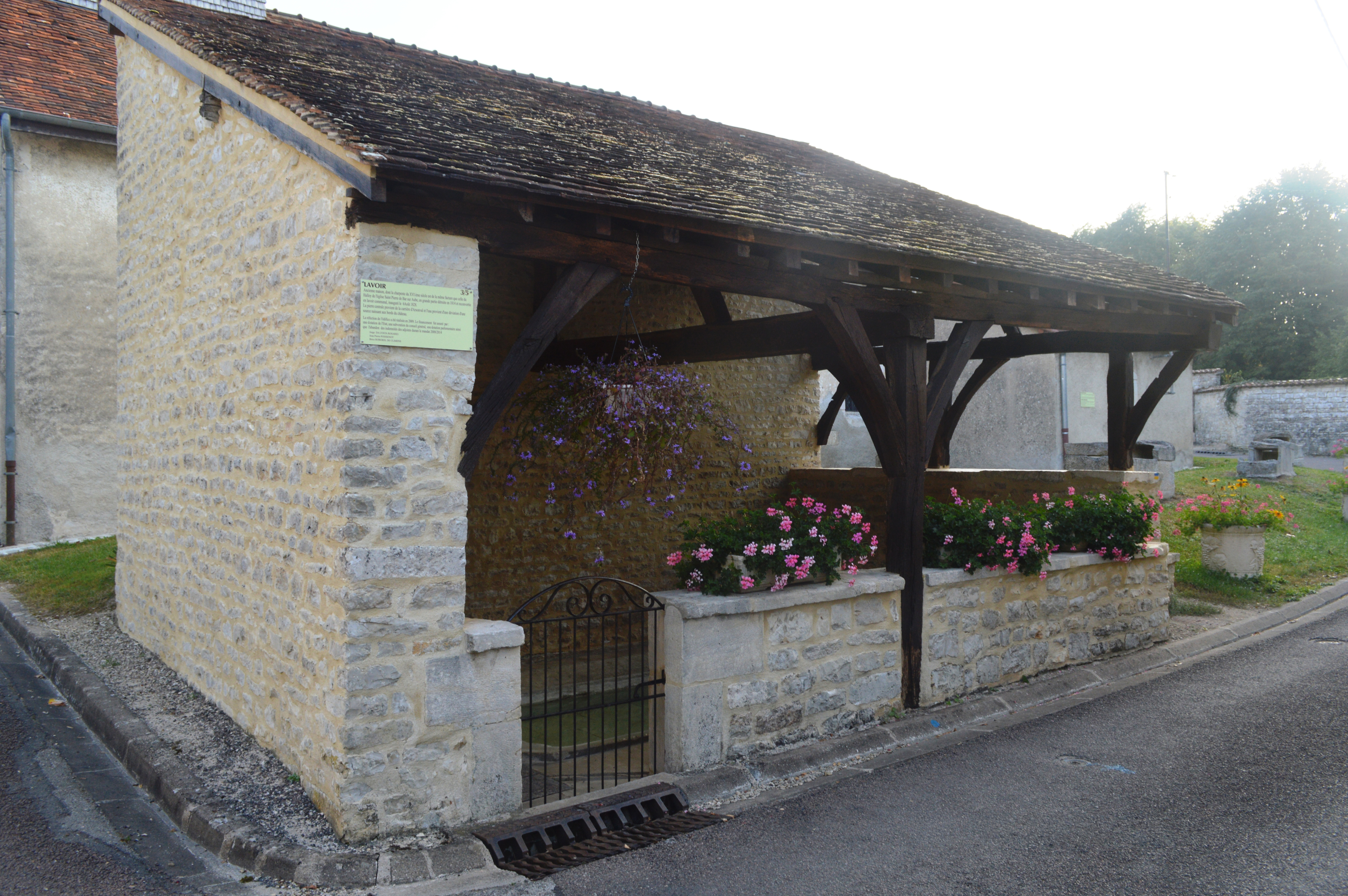
Waschhaus
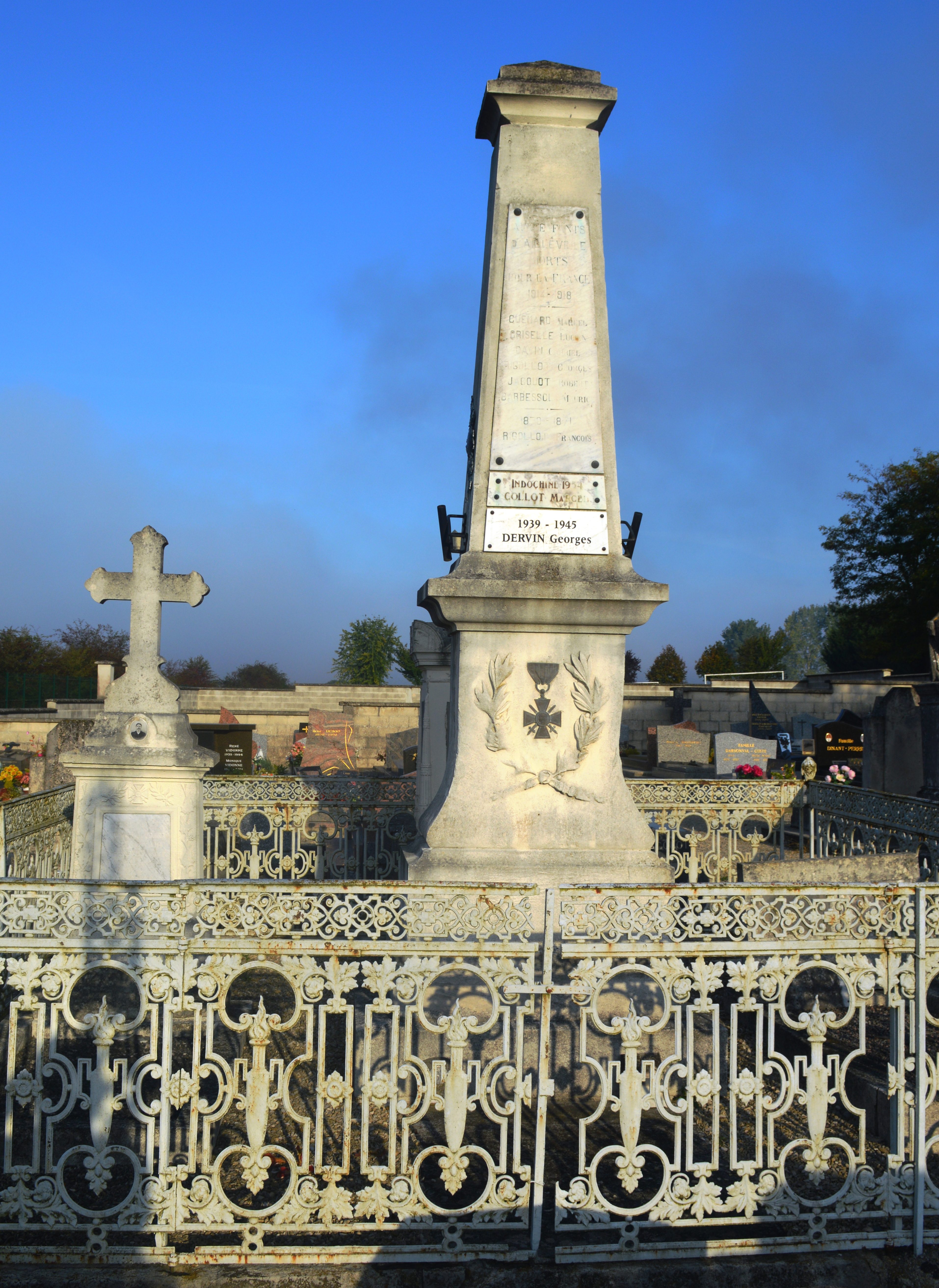
Gefallenendenkmal

## Wirtschaft und Infrastruktur
In Ailleville sind acht Weinbaubetriebe ansässig, die in der Weinbauregion Côte de l’Aube innerhalb des Weinbaugebietes Champagne hauptsächlich Spätburgunder-Trauben kultivieren und je nach Qualität Grundweine für die Champagnerherstellung liefern dürfen.
Ailleville liegt an der Fernstraße D 619 von Troyes nach Chaumont. In der zweieinhalb Kilometer entfernten Stadt Bar-sur-Aube befindet sich der nächstgelegene Bahnhof an der Bahnstrecke Paris–Mulhouse.

## Belege
1. ↑  Ailleville auf der Präsentation des Gemeindeverbandes (Memento des Originals vom 11. Mai 2020 im Internet Archive)  Info: Der Archivlink wurde automatisch eingesetzt und noch nicht geprüft. Bitte prüfe Original- und Archivlink gemäß Anleitung und entferne dann diesen Hinweis. (französisch)
2. ↑  Ailleville auf INSEE
3. ↑  Winzer auf annuaire-mairie.fr (französisch)